# Département du Texas
Le département du Texas est un commandement de l'armée confédérée dont l'existence ne dure que quelques mois (du 11 avril 1861 au 26 mai 1862) au début de la guerre de Sécession.

## Historique
Le département couvre l'ensemble du Texas. Il est placé sous le commandement du général Earl Van Dorn. Il a comme mission d'organiser les troupes au Texas. Le instructions qu'il reçoit du secrétaire à la guerre confédéré, Leroy Pope Walker, l'autorisent à engager des volontaires et des miliciens du Texas. Il doit en effet prendre les dispositions nécessaires pour intercepter et empêcher les mouvements des troupes de l'Union présentes au Texas. Les officiers et hommes du rang qu'il capture sont considérés comme des prisonniers de guerre, même si les officiers peuvent être libérés sur parole et les hommes du rang, selon son appréciation peuvent être relâchés après avoir prêté serment de ne pas prendre les armes contre les États confédérés d'Amérique. Van Dorn peut aussi enrôler ceux qui souhaitent rejoindre la Confédération(p623).
Le colonel Henry E. McCulloch lui succède pendant une courte période en septembre 1861 avant que le commandement du département ne soit donné au brigadier général Paul O. Hébertp. 410.
Le 13 mai 1862, le capitaine Henry Eagle, commandant les forces navales de l'Union envoie un requête au brigadier général Hébert pour obtenir obtenir la reddition de la ville de Galveston et de ses fortifications face aux forces navales de l'Union. En réponse, le colonel Cook est autorisé par le général Hébert à retirer une compagnie de Pelican Spit, à clouer le canon et veiller à ne pas attirer l'attention des forces de l'Union. Lorsque le capitaine Eagle reçoit une réponse négative de la part des confédérés, le 19 mai, il donne un délai de quatre jours aux civils de la ville de Galveston pour l'évacuer avant de commencer le bombardement. Pendant ce temps, le colonel Cook reçoit la confirmation qu'une reddition de la ville n'est pas autorisée(p711-713).
Le général Hébert prévient en septembre 1861 que la côte du Texas est « pratiquement sans défense et pratiquement dans un besoin total d'ouvrages et d'armement ». Conscient que l'Union peut attaquer là où il le veut, il a la conviction que « la tâche de défendre avec succès n'importe quel point contre une attaque de quelque ampleur équivaut à une impossibilité militaire ».
Le 14 mars 1862, le secrétaire à la Guerre confédéré donne l'ordre à Hébert d'envoyer toutes les troupes disponibles à l'exception de celles « nécessaires à l'armement des batteries côtières » à Little Rock en Arkansas rejoindre Earl Van Dorn en réaction à la perte des forts Donelson et Henry et à l'évacuation de la capitale du Tennessee, Nashville. 
Le 26 mai 1862, parles ordres généraux du département à la guerre, le département du trans-Mississippi est créé comprenant le Texas et le département est réorganisé en tant que district de la Louisiane de l'ouest et du Texas, toujours sous le commandement d'Hébert. Ce dernier continue de l'appeler « département du Texas ». 
Dans une correspondance avec le général H. H. Sibley, Hébert mentionne les difficultés pour obtenir de l'armement. Il a recherché à en obtenir par des contrats avec des pays étrangers dont l'Europe en échange de coton mais sans succès.
Le 20 août 1862, les ordres généraux n° 5, sous l'autorité du major général Holmes, le département du trans-Mississippi est divisé en trois districts, dont le premier comprend l'ensemble de l'État du Texas et le territoire de l'Arizona, ce qui met fin au département du Texas(p731). Le commandement du district du Texas au brigadier général Hébert qui confirme par ses ordres généraux n° 1 du 12 septembre 1862(p731).

### Commandants
- Brigadier général Earl Van Dorn 11 avril 1861 – 1er septembre 1861[2]
- Colonel Henry E. McCulloch 4 septembre 1861 – 18 septembre 1861[2]
- Brigadier général Paul Octave Hébert 18 septembre 1861 – 20 août 1862[2],[note 1]